# 호소카와 내각
호소카와 내각(일본어: 細川内閣)은 중의원 의원, 전 구마모토현지사 호소카와 모리히로가 제79대 내각총리대신으로 임명되어, 1993년 8월 9일부터 1994년 4월 28일까지 존재한 일본의 내각이다.
최초의 비자민·비공산 연립정권인 호소카와 내각의 발족으로 인해 1955년 창당 이래 38년간 여당 지위를 유지했던 자유민주당은 처음으로 야당으로 전락했다. 그러나 이듬해인 1994년에 사가와큐빈으로부터 1억 엔을 차입했다는 도쿄 사가와큐빈 사건 의혹이 발생하면서 궁지에 몰리자 호소카와 모리히로 총리는 내각 총사퇴를 선택했다.

## 재직 기간
- 1993년(헤이세이 5년) 8월 9일 ~ 1994년(헤이세이 6년) 4월 28일
- 재직 일수 : 263일

## 국회 총리 지명 선거
| 중의원 내각총리대신 지명 선거                                        | 중의원 내각총리대신 지명 선거 | 중의원 내각총리대신 지명 선거 | 중의원 내각총리대신 지명 선거 |
| 내각총리대신 후보                                                    | 내각총리대신 후보             | 1차 투표                      | 1차 투표                      |
| 내각총리대신 후보                                                    | 내각총리대신 후보             | 득표수                        |                               |
| -------------------------------------------------------------------- | ----------------------------- | ----------------------------- | ----------------------------- |
|                                                                      | 호소카와 모리히로 (일본신당)  | 262 / 511                     |                               |
|                                                                      | 고노 요헤이 (자유민주당)      | 224 / 511                     |                               |
|                                                                      | 후와 데쓰조 (일본공산당)      | 15 / 511                      |                               |
|                                                                      | 야마하나 사다오 (일본사회당)  | 2 / 511                       |                               |
|                                                                      | 기타 및 미투표                | 8 / 511                       |                               |
| Source 『官報』号外「第127回国会衆議院会議録第2号」、平成5年8月6日付 |                               |                               |                               |

| 참의원 내각총리대신 지명 선거                                        | 참의원 내각총리대신 지명 선거 | 참의원 내각총리대신 지명 선거 | 참의원 내각총리대신 지명 선거 |
| 내각총리대신 후보                                                    | 내각총리대신 후보             | 1차 투표                      | 1차 투표                      |
| 내각총리대신 후보                                                    | 내각총리대신 후보             | 득표수                        |                               |
| -------------------------------------------------------------------- | ----------------------------- | ----------------------------- | ----------------------------- |
|                                                                      | 호소카와 모리히로 (일본신당)  | 132 / 252                     |                               |
|                                                                      | 고노 요헤이 (자유민주당)      | 93 / 252                      |                               |
|                                                                      | 후와 데쓰조 (일본공산당)      | 11 / 252                      |                               |
|                                                                      | 기타 및 미투표                | 16 / 252                      |                               |
| Source 『官報』号外「第127回国会衆議院会議録第2号」、平成5年8月6日付 |                               |                               |                               |

## 개요

### 발족
1993년 7월 18일에 실시된 제40회 중의원 의원 총선거에서 자유민주당은 선거 이전에 비해 한 석을 추가로 획득, 전체 의석수는 선거 직전 세력을 거의 유지했지만 이미 미야자와 내각 해산과 관련하여 있었던 당 분열의 영향으로 단독 과반에 미치지는 못했다. 거짓말쟁이 해산 국면에서 자유민주당을 탈당해서 하타파가 결성한 신생당, 같은 시기 자민당을 탈당한 다케무라 마사요시 등이 결성한 신당 사키가케, 전 구마모토현 지사인 호소카와 모리히로가 전년도에 결성한 일본신당 등 3개 신당이 합쳐 총 100개의 의석수를 획득했다. 반면 자유민주당과 함께 '신당 붐'의 영향을 받은 일본사회당은 70석으로 지난 총선 당시 '도이 붐'으로 얻은 의석수를 크게 잃었다.
신생당이 재빠르게 움직여 사회당·공명당·민사당·사회민주연합·민주개혁연합 등의 각 당파와 연립 정권을 수립하는 것으로 합의했고, 한쪽으로는 일본신당과 사키가케는 별도의 통일회파를 결성해 자민·비자민 세력 쌍방과 정치 개혁의 실현을 조건으로 하는 연립 교섭에 착수했다. 양 쪽 모두가 조건을 받아들이겠다는 입장을 표명했지만 ‘호소카와 모리히로 총리 지명’을 제시한 신생당 중심의 비자민 연립 세력측이 결국 획득에 성공해서 호소카와 모리히로를 정권 수반으로 내세우는 새로운 정권이 발족됐다. 연립 여당 내에서 일본신당은 사회당, 신생당, 공명당에 뒤를 이은 4번째 의석수를 보유하고 있었다. 게다가 호소카와는 참의원 의원을 두 차례, 구마모토 현 지사를 두 차례기, 그 후 일본신당을 결성해서 또다시 참의원 의원을 1년간 역임하고 있었지만 중의원 의원은 이번이 처음 당선이었다. 정치적 경력이 일천함에도 불구하고 총리가 될 수 있었던 건, 비자유민주당 세력이란 점을 제외하곤 이념이나 정책, 정치 수법에 대한 생각이 저마다 다른 8개의 당과 회파를 통합해 가기 위해서는 호소카와의 정계 재편 및 신당 창당 운동 선구자로서의 지위, 구 구마모토번주·후작 호소카와 가나 전직 총리였던 공작 고노에 후미마로의 손자라는 가계의 위광, 그로 인한 높은 국민적 인기 등이 효과가 있을거라 판단한 신생당 대표 간사 오자와 이치로가 주도한 결과였다.
내각 각료로 신당 사키가케의 다케무라 마사요시 대표(내각관방장관), 신생당의 하타 쓰토무 당수(외무대신 겸 부총리), 일본사회당의 야마하나 사다오 위원장(정치 개혁 담당 대신), 공명당의 이시다 고시로 위원장(총무청 장관), 민주사회당의 오우치 게이고 위원장(후생대신), 사회민주연합의 에다 사쓰키 대표(과학기술청 장관) 등 연립 여당의 각 당수가 나란히 입각했다. 다만 야마하나 사다오는 연립 정부 구성에 함께했음에도 구하고 총선거에서 크게 패배한 책임을 지고 9월에 일본사회당 위원장직에서 사임했다. 그 대신에 무라야마 도미이치가 위원장으로 취임했으나 내각 입각하지 않았기 때문에 호소카와 내각과 사회당 사이에 거리감이 생기게 됐다.
연립 여당의 내각 운영은 각 당 서기장·대표 간사들로 구성된 '여당 대표자 회의'가 중심이 되어 이뤄졌지만 그 중에서도 특히 신생당 대표 간사인 오자와 이치로와 공명당의 서기장 이치카와 유이치의 '이치·이치 라인'이 핵심에 섰다. 내각 출범 직후 9월 초에 실시한 아사히 신문 여론 조사에서 내각 지지율은 무려 71%에 달했다.
다만 오자와의 최측근인 히라노 사다오에 의하면 “(신당 사키가케의) 다케무라는 관방장관으로 취임한 당일부터(당적 이탈, 무소속은 어쩔 수 없었다고는 해도) 최대 야당이 된 자유민주당의 최고 실력자인 다케시타 노보루 전 총리와 '반 오자와'로 힘을 합쳐 새로운 내각 구성(자민·사회·사키가케 연립 정권)을 기획하고 있었다”고 말했다.

### 정치 개혁
당시 일본 국민들의 여론은 자민당 중심의 55년 체제에서 고착화 된 정경 유착, 정치 자금 문제로 정권 교체가 이뤄지지 않는 선거 시스템, 극심한 정치 부패 등에 대한 불만이 고조되고 있었다. 그 수혜자인 자유민주당 또한 수 년에 걸쳐 별도의 정치 자금 유용 없이도 정권 교체를 용이하게 하는 선거 제도 개혁이나 정치 자금 규제 강화 등의 소위 정치 개혁에 적극적으로 논의하고 있었다. 그러나 당은 기존 체제 유지를 원하는 보수파와 이후 신생당·신당 사키가게 등을로 분파되는 개혁파로 갈라져서 격렬하게 대립했고, 결국 정치 개혁을 실현할 수 없었던 전임 미야자와 내각은 내각 불신임 결의에 부딪힌 데다가 신생당·신당 사키가케 분당의 여파로 자유민주당이 중의원에서 과반수에 미치지 못하게 되면서 따라서 내각을 해산해야 했다.
본래는 지향하는 이념이나 정책이 서로 다른 연립 여당들은 여론의 최대 관심사이자 기존의 자민당 정권이 이루지 못했던 정치 개혁의 실현을 일치점으로 해서 연립 정권을 발족시켰기 때문에 호소카와 내각은 이걸 정치적 사명으로 내걸고 연내에 정치 개혁 법안 성립을 다하겠다는 목표를 세웠다. 호소카와 총리는 정치 개혁이 연내에 실현되지 않으면 정치적 책임을 지겠다고 공언하며 취임했다.
선거 제도 개혁에 대해서 연립 정권 측은 소선거구·비례대표(전국 단일) 각 250·2표제(소선거구·비례 각 1표)의 소선거구 비례대표 양립제를 주장했다. 반면 자민당은 소선거구 300·비례대표(도도부현 단위) 177·1표제를 주장했다. 연립 여당 중 하나인 일본사회당 내에서 내심 현행 제도의 존속을 바라는 의원도 적지 않았고 여당의 교섭 조건을 받아들여야 할 자민당 또한 같은 상태였기 때문에 의회는 심의 거부를 반복했다. 소선거구 274·비례대표(전국 단일) 226으로 하는 연립 여당의 양보안을 자민당이 거부했기 때문에 여당은 10월 18일에 표결로 종전의 안건을 중의원에서 통과시켰다. 참의원에서의 실질 심의는 11월 24일에 겨우 시작됐지만 참의원에서는 자민당과 사회당의 세력이 컸기 때문에 연내 가결이라는 기존의 목표는 이룰 수가 없었다.
연립 여당은 1994년 1월 4일에 각각 의원 총회를 열어 정치 개혁 실현의 결의를 다졌다. 5일부터 재개된 참의원 정치개혁특별위원회에서 자민당이 심의 거부와 회의 불참을 반복했음에도 불구하고 연립 여당 간의 결속이 워낙에 굳건하자, 자민당 역시 입장을 바꾸어 법안 가결을 전제로 한 수정 논의쪽으로 기울기 시작했다. 1월 21일, 사회당 내 배반표로 참의원에서 한 차례 법안이 부결됐지만 호소카와 총리는 자민당 내 잔류한 개혁파 성향의 의원에게도 법안 가결을 호소하는 등 궐기 집회를 열어 재차 정치 개혁 관련 법안 성립의 기운을 고조시켰다. 그와 함께 자민당 고노 요헤이 총재도 호소카와 총리와의 영수 회담에 적극적으로 응하면서 급물살을 타 소선거구 300석·비례대표(전국 11블록) 200석으로 구성된 1인 2표제(소선거구 1표, 비례 1표)와 함께 기업 단체 헌금은 1개 단체 당 50만 엔까지로 한정하는 극적인 타협안이 성사됐다. 호소카와 총리와 고노 총재는 1월 29일 오전 1시에 공동 기자회견을 열어 이 합의를 밝혔으며, 이 합의를 바탕으로 개정 공직선거법과 개정 정치자금규정법, 정당조성법 등의 정치 개혁 4법이 3월 4일에 참의원을 통과, 5년 넘게 진체된 정치 개혁은 겨우 실현될 수 있었다.
결과적으로 보면 이 정치 개혁이 호소카와 내각의 거의 유일한 실적이 됐지만, 여기서 도입된 소선거구제와 정당조성금제도는 훗날 정치 판도를 크게 변화시키는 계기가 됐다.

### 국민복지세 구상
높은 지지율을 배경으로 호소카와는 연이어서 행정 개혁, 규제 개혁, 지방 분권, 경기 대책 등과 같은 각종 현안에 돌입해 가는 자세를 보였다.
호소카와는 취임 당초부터 세제 개혁에도 의욕을 나타내고 있었다. 취임 후 9월에 시작된 미국과 일본 간의 경제 문제를 협의하는 미·일 포괄협의에서 미국은 일본의 내수 시장 확대와 그 방법으로서 소득세 감세를 일본에 요구했고, 그 대답으로 11월에 열린 미·일정상회담에서 호소카와 총리는 소득세 감세를 다음해에 시행하겠다는 입장을 미국 빌 클린턴 대통령에게 밝혔다. 차기 미·일정상회담을 이듬해 2월 11일에 열기로 정하면서 그 전까지 미·일 포괄협의 합의를 도모하기로 결정, 일본 정부는 소득세 감세로 인한 세수 감소를 메울 재원 확보의 필요성을 느끼게 됐다.
기존에 사용하던 예산 편성을 위한 적자국채를 발행하지 않는 것이 호소카와 정권의 공약 큰 틀 가운데 하나였기도 해서, 신생당의 오자와 대표 간사와 대장성은 재원 확보를 위한 적자국채 발행을 억제하고 소비세 증세를 통해 추가 세수를 확보하려고 했다. 그러나 연립 여당 중 하나인 사회당이 소비세 증세에 단호히 반대하면서 암초에 부딪혔다. 같은 시기, 호소카와 내각이 주도하던 정치 개혁 실현 역시 난항을 겪고 있었고, 이 부분을 먼저 처리하기 위해 통상 같은 해 12월에 끝나는 내년도 예산 편성을 다음 해 연초까지 계속한다는 이례적인 결정을 했다. 결국 정치 개혁은 새해가 된 1994년 1월 29일에야 호소카와·고노 간 영수합의에 겨우 달성하며 세제 개혁에 집중할 수 있게 됐지만 정작 미·일정상회담은 한달도 남지 않은 상황에 봉착했다.
2월 2일 저녁, 내각과 여당의 영수회담에서 사회당과 신당 사키가케의 다케무라 내각관방장관은 소비세 증세에 강경한 반대 의사를 밝혔지만, 호소카와 총리는 다음 날인 3일 오전 1시에 기자회견을 열어서 국민복지세 구상을 전격적으로 발표했다. 3년 후에 소비세를 폐지하고 복지 재원 마련을 이유로 7%에 달하는 국민복지세를 도입한다는 내용이었다. 그러나 내각 구성원인 후생대신이나 내각관방장관에게도 별도의 논의 없이 총리가 일방적으로 이 내용을 발표했다는 것이 밝혀지면서 연립 정권 내외의 반발을 불러 일으켰다. 결국 4일에 열린 연립 여당 대표자 회의에서 국민복지세 구상의 철회가 결정됐다. 이로 인해 소득세 감세 등을 전제로 했던 미·일정상회담은 결렬됐고, 결국 공약과 달리 3조 엔 남짓한 적자국채 발행을 포함시키는 헤이세이 6년도(1994년) 예산안을 2월 15일에 편성됐다.

### 퇴진
연립 정부 구성의 핵심 요건이었던 정치 개혁이 불완전하게나마 실현된데다가 총리가 발표한 국민복지세 구상이 연립 여당 대표자 회의를 통해 좌절되면서 호소카와 내각은 구심력을 빠르게 잃었다. 내각 구성 초창기부터 있었던‘이치·이치 라인’과 신당 사키가케 대표인 다케무라 내각관방장관과의 대립 역시 정권 운영 방법이나 정치 개혁 등에 더하여 세제 개혁을 둘러싸고 점점 격화됐다. 다케무라 관방장관은 경기 침체가 분명해진 경기 부양책을 우선시하고 정치 개혁 법안은 통과를 우선하기보다 계속 추가 심의해야 한다고 주장하는 자민당의 주장에 동조, 자민당 간부들과 따로 빈번하게 접촉하고 있었다. 또한 당시 일본신당 소속 정무차관이었던 고이케 유리코에 따르면, 북한의 유사시에 즈음해서 미국이 북한에 유화적인 태도를 취하고 있는 일본사회당이나 소득세 감세 및 소비세 증세 문제로 미·일정상회담을 사실상 무산시킨 다케무라 관방장관에 대하여 문제를 제기한 것 역시, 다케무라를 관방장관 직에서 경질한 원인이었다고 훗날 술회했다. 호소카와 총리는 오자와 이치로가 내각 개편 단행 및 다케무라 경질을 조언하자, 이를 수용해 정치 개혁 법안 가결을 마무리 한 후 내각 개편을 진행하려 했지만 이에 반발한 사회당이 연립 정권을 이탈하려하자 포기했다.
더욱이 이때를 즈음하여 자민당은 호소카와 총리가 사가와큐빈 그룹으로부터 차입한 돈에 대한 처리 문제를 1993년 10월 경부터 철저하게 추적해 총리를 압박했다. 이를 빌미로 자민당이 예산 심의를 거부를 하면서 내각은 꼼짝할 수 없는 상태에 몰렸고, 1994년 4월 8일에 호소카와는 총리 직에서 사임하겠다는 입장을 밝혔다. 4월 25일 내각 회의에서 호소카와 내각은 총사퇴를 단행했고, 결국 호소카와 내각은 1년을 채우지 못한 단명 내각이 되고 말았다.

## 여당
일본사회당, 공명당, 신생당, 일본신당, 민사당, 신당 사키가케, 사회민주연합, 민주개혁연합이다(민주개혁연합은 당시 참의원 원내회파).

## 인사

### 국무대신
| 출신 정당 : 비 국회의원 일본사회당 신생당 공명당 일본신당 민사당 신당 사키가케 사회민주연합 발족시 : 일본사회당 6(모두 8), 신생당 4(모두 5), 공명당 4, 일본신당 1, 민사당 1, 신당 사키가케 1, 사회민주연합 1, 비 국회의원 2 |

| 직책                            | 성명              | 주요 경력                 | 재직 기간                         | 비고    |
| ------------------------------- | ----------------- | ------------------------- | --------------------------------- | ------- |
| 내각총리대신                    | 호소카와 모리히로 | 중의원 일본신당 대표      | 1993년 8월 9일 ~ 1994년 4월 28일  |         |
| 부총리                          | 하타 쓰토무       | 중의원 신생당 당수        | 1993년 8월 9일 ~ 1994년 4월 28일  | [ A 1 ] |
| 법무대신                        | 미카즈키 아키라   | 비 국회의원               | 1993년 8월 9일 ~ 1994년 4월 28일  |         |
| 외무대신                        | 하타 쓰토무       | 중의원 신생당 당수        | 1993년 8월 9일 ~ 1994년 4월 28일  | [ A 2 ] |
| 대장대신                        | 후지이 히로히사   | 중의원 신생당             | 1993년 8월 9일 ~ 1994년 4월 28일  |         |
| 문부대신                        | 아카마쓰 료코     | 비 국회의원               | 1993년 8월 9일 ~ 1994년 4월 28일  | [ A 3 ] |
| 후생대신                        | 오우치 게이고     | 중의원 민사당 위원장      | 1993년 8월 9일 ~ 1994년 4월 28일  |         |
| 농림수산대신                    | 하타 에이지로     | 중의원 신생당             | 1993년 8월 9일 ~ 1994년 4월 28일  |         |
| 운수대신 (신도쿄 국제공항 담당) | 이토 시게루       | 중의원 일본사회당         | 1993년 8월 9일 ~ 1994년 4월 28일  |         |
| 우정대신                        | 간자키 다케노리   | 중의원 공명당             | 1993년 8월 9일 ~ 1994년 4월 28일  |         |
| 노동대신                        | 사카구치 지카라   | 중의원 공명당             | 1993년 8월 9일 ~ 1994년 4월 28일  |         |
| 건설대신                        | 이가라시 고조     | 중의원 일본사회당         | 1993년 8월 9일 ~ 1994년 4월 28일  |         |
| 자치대신                        | 사토 간주         | 중의원 일본사회당         | 1993년 8월 9일 ~ 1994년 4월 28일  |         |
| 내각관방장관                    | 다케무라 마사요시 | 중의원 신당 사키가케 대표 | 1993년 8월 9일 ~ 1994년 4월 28일  |         |
| 총무청 장관                     | 이시다 고시로     | 중의원 공명당 위원장      | 1993년 8월 9일 ~ 1994년 4월 28일  |         |
| 홋카이도 개발청 장관            | 우에하라 고스케   | 중의원 일본사회당         | 1993년 8월 9일 ~ 1994년 4월 28일  | [ A 4 ] |
| 오키나와 개발청 장관            | 우에하라 고스케   | 중의원 일본사회당         | 1993년 8월 9일 ~ 1994년 4월 28일  | [ A 4 ] |
| 국토청 장관                     | 우에하라 고스케   | 중의원 일본사회당         | 1993년 8월 9일 ~ 1994년 4월 28일  | [ A 4 ] |
| 방위청 장관                     | 나카니시 게이스케 | 중의원 신생당             | 1993년 8월 9일 ~ 1993년 12월 2일  |         |
| 방위청 장관                     | 아이치 가즈오     | 중의원 신생당             | 1993년 12월 2일 ~ 1994년 4월 28일 |         |
| 경제기획청 장관                 | 구보타 마나에     | 참의원 일본사회당         | 1993년 8월 9일 ~ 1994년 4월 28일  |         |
| 과학기술청 장관                 | 에다 사쓰키       | 중의원 사회민주연합 대표  | 1993년 8월 9일 ~ 1994년 4월 28일  | [ A 6 ] |
| 환경청 장관                     | 히로나카 와카코   | 참의원 공명당             | 1993년 8월 9일 ~ 1994년 4월 28일  |         |
| 국무대신 (정치 개혁 담당)       | 야마하나 사다오   | 중의원 일본사회당 위원장  | 1993년 8월 9일 ~ 1994년 4월 28일  |         |
| 1. 2. 3. 4. 5. 6.               |                   |                           |                                   |         |

### 정무 차관
| 출신 정당 : 일본사회당 신생당 공명당 일본신당 민사당 민주개혁연합 발족시 : 일본사회당 7, 신생당 6, 공명당 5, 일본신당 1, 민사당 2, 민주개혁연합 1 |

| 직책                    | 성명              | 주요 경력           | 재직 기간                          | 비고 |
| ----------------------- | ----------------- | ------------------- | ---------------------------------- | ---- |
| 법무 정무 차관          | 사사키 히데노리   | 중의원 일본사회당   | 1993년 8월 12일 ~ 1994년 4월 28일  |      |
| 외무 정무 차관          | 아즈마 쇼조       | 중의원 공명당       | 1993년 8월 12일 ~ 1994년 4월 28일  |      |
| 대장 정무 차관          | 기타가와 가즈오   | 중의원 공명당       | 1993년 8월 12일 ~ 1994년 4월 28일  |      |
| 대장 정무 차관          | 나카무라 마사오   | 참의원 일본사회당   | 1993년 8월 12일 ~ 1994년 2월 1일   |      |
| 대장 정무 차관          | 하야카와 마사루   | 중의원 일본사회당   | 1994년 2월 1일 ~ 1994년 4월 28일   |      |
| 문부 정무 차관          | 아베 모토오       | 중의원 민사당       | 1993년 8월 12일 ~ 1994년 4월 28일  |      |
| 후생 정무 차관          | 오카지마 마사유키 | 중의원 신생당       | 1993년 8월 12일 ~ 1994년 4월 28일  |      |
| 농림 수산 정무 차관     | 기무라 모리오     | 중의원 신생당       | 1993년 8월 12일 ~ 1994년 4월 28일  |      |
| 농림 수산 정무 차관     | 무라사와 마키     | 참의원 일본사회당   | 1993년 8월 12일 ~ 1993년 12월 17일 |      |
| 농림 수산 정무 차관     | 요시다 다쓰오     | 참의원 일본사회당   | 1993년 12월 17일 ~ 1994년 4월 28일 |      |
| 통상 산업 정무 차관     | 엔도 오토히코     | 중의원 공명당       | 1993년 8월 12일 ~ 1994년 4월 28일  |      |
| 통상 산업 정무 차관     | 와다 사다오       | 참의원 일본사회당   | 1993년 8월 12일 ~ 1994년 4월 28일  |      |
| 운수 정무 차관          | 니카이 도시히로   | 중의원 신생당       | 1993년 8월 12일 ~ 1994년 4월 28일  |      |
| 우정 정무 차관          | 마쓰마에 아오구   | 중의원 일본사회당   | 1993년 8월 12일 ~ 1994년 4월 28일  |      |
| 노동 정무 차관          | 나가이 다카노부   | 중의원 일본사회당   | 1993년 8월 12일 ~ 1994년 4월 28일  |      |
| 건설 정무 차관          | 이토 에이세이     | 중의원 민사당       | 1993년 8월 12일 ~ 1994년 4월 28일  |      |
| 자치 정무 차관          | 후유시바 데쓰조   | 중의원 공명당       | 1993년 8월 12일 ~ 1994년 4월 28일  |      |
| 총무 정무 차관          | 고이케 유리코     | 중의원 일본신당     | 1993년 8월 12일 ~ 1994년 4월 28일  |      |
| 홋카이도 개발 정무 차관 | 스가노 히사미쓰   | 참의원 일본사회당   | 1993년 8월 12일 ~ 1994년 4월 28일  |      |
| 방위 정무 차관          | 야마구치 나쓰오   | 중의원 공명당       | 1993년 8월 12일 ~ 1994년 4월 28일  |      |
| 경제 기획 정무 차관     | 고가 잇세이       | 중의원 신생당       | 1993년 8월 12일 ~ 1994년 4월 28일  |      |
| 과학 기술 정무 차관     | 이누이 하루미     | 참의원 민주개혁연합 | 1993년 8월 12일 ~ 1994년 4월 28일  |      |
| 환경 정무 차관          | 야마모토 쓰토무   | 중의원 일본사회당   | 1993년 8월 12일 ~ 1994년 4월 28일  |      |
| 오키나와 개발 정무 차관 | 다무라 히데아키   | 참의원 신생당       | 1993년 8월 12일 ~ 1994년 4월 28일  |      |
| 국토 정무 차관          | 마스다 도시오     | 중의원 신생당       | 1993년 8월 12일 ~ 1994년 4월 28일  |      |
| 1.                      |                   |                     |                                    |      |

### 그 외의 인사
| 출신 정당 : 비 국회의원 신당 사키가케 발족시 : 신당 사키가케 2, 비 국회의원 2 |

| 직책                  | 대수 | 성명            | 주요 경력            | 재직 기간                         | 비고 |
| --------------------- | ---- | --------------- | -------------------- | --------------------------------- | ---- |
| 내각총리대신 특별보좌 | -    | 다나카 슈세이   | 중의원 신당 사키가케 | 1993년 8월 9일 ~ 1994년 1월 31일  |      |
| 내각관방부장관 (정무) | -    | 하토야마 유키오 | 중의원 신당 사키가케 | 1993년 8월 12일 ~ 1994년 4월 28일 |      |
| 내각관방부장관 (사무) | -    | 이시하라 노부오 |                      | 1993년 8월 12일 ~ 1994년 4월 28일 |      |
| 내각법제국 장관       | 57   | 오데 다카오     |                      | 1993년 8월 12일 ~ 1994년 4월 28일 |      |
| 1.                    |      |                 |                      |                                   |      |

## 같이 보기
- 제40회 일본 중의원 의원 총선거
- 55년 체제

## 참고 문헌
- 하타 이쿠히코 편 《일본 관료제 종합 사전 : 1868 ~ 2000》(도쿄 대학 출판회, 2001년)